# 柏倉祐司
柏倉 祐司（かしわくら ゆうじ、1969年4月10日 - ）は、日本の政治家、医師。元衆議院議員（1期）。

## 経歴
宇都宮市立峰小学校、宇都宮市立陽東中学校、栃木県立宇都宮高等学校を経て、1996年3月、岡山大学医学部卒業。同年4月、東京逓信病院内科研修医となる。
2004年3月、順天堂大学大学院医学研究科博士課程を修了し、博士（医学）の学位を取得。同年9月、ジョンズ・ホプキンス大学循環器内科・博士研究員。2009年、岡山大学ナノバイオ標的医療イノベーションセンター特任准教授・慶應義塾大学大学院メディアデザイン研究科特別研究准教授。
2012年12月16日の第46回衆議院議員総選挙にみんなの党公認で栃木2区から出馬。自由民主党元職の西川公也に敗れたが、比例北関東ブロックで復活し初当選。
みんなの党時代は渡辺喜美の側近であったが、みんなの党の解党が決定したことに伴い2014年11月21日に離党。翌11月22日、民主党に入党し第47回衆議院議員総選挙に栃木1区から同党公認で出馬することが決定した。同年12月14日投開票の同選挙では、自民党前職の船田元に敗れ、比例復活もならず落選した。
2016年に民進党に参加したが、2017年9月に離党届を提出。同党栃木県連はこれを受理せず除籍処分とした。2017年の第48回衆議院議員総選挙では、希望の党公認で栃木1区に出馬したが、再び自民党前職の船田に敗れ惜敗率46.8%で比例復活も適わず落選した。
2019年11月30日、日本維新の会の衆議院栃木1区支部長に就任した。
2021年10月31日、第49回衆議院議員総選挙において栃木1区で3位となり落選。比例北関東ブロックに重複立候補していたが、惜敗率が3位であった一方、維新の獲得した比例の議席は2議席であったため、次点で落選した。
同年12月16日までに、日本維新の会本部は次期（第50回）衆院選の公認内定31名を発表した。柏倉は栃木1区の同党公認が内定した。
2024年10月27日、第50回衆議院議員総選挙において栃木1区で3位となり落選。比例北関東ブロックに重複立候補していたが、惜敗率が2位であった一方、維新の獲得した比例の議席は1議席であったため、次点で落選した。

## 政策
- 2013年11月26日、特定秘密保護法案の採決で賛成票を投じた[12]。
- 規制緩和について、「どちらかと言えば規制を維持すべき」としている[13]。
- 2017年の朝日新聞によるアンケートにおいて、選択的夫婦別姓制度導入に賛成、としている[14]。

## 選挙歴
| 当落 | 選挙                   | 執行日         | 年齢 | 選挙区      | 政党         | 得票数    | 得票率 | 定数 | 得票順位 /候補者数 | 政党内比例順位 /政党当選者数 |
| ---- | ---------------------- | -------------- | ---- | ----------- | ------------ | --------- | ------ | ---- | ------------------ | ---------------------------- |
| 比当 | 第46回衆議院議員総選挙 | 2012年12月16日 | 43   | 栃木県第2区 | みんなの党   | 3万8086票 | 26.35% | 1    | 3/4                | 2/2                          |
| 落   | 第47回衆議院議員総選挙 | 2014年12月14日 | 45   | 栃木県第1区 | 民主党       | 6万3332票 | 32.49% | 1    | 2/3                | 11/4                         |
| 落   | 第48回衆議院議員総選挙 | 2017年10月22日 | 48   | 栃木県第1区 | 希望の党     | 5万1122票 | 24.30% | 1    | 3/4                | 20/4                         |
| 落   | 第49回衆議院議員総選挙 | 2021年10月31日 | 52   | 栃木県第1区 | 日本維新の会 | 4万3935票 | 19.71% | 1    | 3/4                | 3/2                          |
| 落   | 第50回衆議院議員総選挙 | 2024年10月27日 | 55   | 栃木県第1区 | 日本維新の会 | 4万5491票 | 23.18% | 1    | 3/4                | 2/1                          |